# Friedrich Heidler
Friedrich Heidler (7. prosince 1843 Jemnice – 6. dubna 1897 Jemnice) byl rakouský politik, poslanec Moravského zemského sněmu.

## Životopis
Narodil se v Jemnici do rodiny správce velkostatku a pozdějšího politika Ferdinanda Heidlera a jeho ženy Evy. Vystudoval práva a stal se notářem v Jemnici.
V zemských volbách 1878 byl zvolen poslancem Moravského zemského sněmu v kurii venkovských obcí za skupinu Dačice, Telč, Jemnice a nahradil tak v poslaneckém křesle svého otce. Protikandidáta Františka Fišera porazil pouze o 2 hlasy (v poměru 49:47). Stal se členem odboru pro správní záležitosti a komunikačního odboru. Na sněmu zasedá do roku 1884. Byl členem Liberální (pokrokové) strany. (tzv. Ústavní strana).
Oženil se s Antonií (nar. 1855), s níž měl syna Victora (nar. 1876) a dceru Emmu (nar. 1884).